# Інциклінід
Інциклінід (запропонована торгова назва Metastat) — це хімічно модифікований тетрацикліновий антибіотик, який досліджували в клінічних випробуваннях для лікування розацеа, різних пухлин, алергічних і запальних захворювань і ряду інших станів.
Дані досліджень на тваринах свідчать про те, що інциклінід при центральній інфузії послаблює опосередковане мікроглією нейрозапалення в паравентрикулярному ядрі гіпоталамуса та симпатичну активацію при гіпертензії, спричиненій ангіотензином II. Це також було пов'язано з унікальними змінами в кишкових мікробних спільнотах і глибоким ослабленням кишкової патології на тваринних моделях гіпертонії.

## Механізм дії
Як і інші тетрацикліни, інциклінід інгібує матриксну металопротеїназу. На відміну від традиційних тетрациклінів, він не має антибіотичних властивостей.